# Calu Rivero
Carla Soledad Rivero (Recreo, Catamarca; 5 de abril de 1987) conocida artísticamente como Calu Rivero y luego como Dignity, en español "Dignidad", es una actriz, modelo y DJ argentina. Se hizo conocida por interpretar a la villana Emma Taylor en la telenovela Patito feo. En 2013 debutó en cine en la película Tesis sobre un homicidio, con Ricardo Darín y Alberto Ammann.

## Vida personal
Calu Rivero nació el 5 de abril de 1987 en la ciudad de Recreo, provincia de Catamarca. Su apodo Calu se lo puso su hermana, la socióloga Marou Rivero, y proviene de un personaje de la telenovela chilena Tic tac.
Permaneció en Recreo hasta los seis años, cuando se mudó con su familia a la ciudad de Córdoba.  En el último año de escuela secundaria, a los dieciocho años, debutó en televisión como conductora del programa USTED, por Telefe. Luego comenzó la carrera de Arte dramático en la Universidad Nacional de Córdoba en paralelo que comenzó a actuar en telenovelas y series de televisión.
En septiembre de 2021, cambió su nombre legalmente a Dignity, un apodo que empezó a usar a fines de 2019.
Vive mayormente en Uruguay, donde adquirió su nuevo documento de identidad y al mismo tiempo la residencia de ese país.
Desde 2022 se encuentra en una relación con Fernando "Aíto" de la Rúa. A través de su pareja, es nuera del expresidente argentino Fernando de la Rúa y de la ex primera dama Inés Pertiné. Además es cuñada de Agustina de la Rúa y de Antonio de la Rúa. En febrero de 2023 la pareja tuvo un hijo al que llamaron Tao. En octubre de 2024 tuvieron una hija llamada Bee, que significa "Abeja" en inglés.

## Carrera actoral

### 2006-2008: Inicios de su carrera artística,Patito feoy reconocimiento internacional
En 2006, Calu se estableció en la ciudad de Buenos Aires para estudiar actuación con el reconocido actor y dramaturgo argentino Norman Briski. Después de establecerse en Buenos Aires, fue llamada para realizar una participación especial en la telenovela de Pol-ka Producciones Son de Fierro y Lalola.
En 2007, fue elegida por la productora argentina Ideas del Sur para interpretar a Emma Taylor en la telenovela Patito feo. Su estreno se llevó a cabo el 10 de abril de 2007 en El Trece en Argentina. Tras el fenómeno causado en Argentina, fue transmitida principalmente por Disney Channel, en más de treinta países de América Latina, Europa y Oriente Medio, logrando romper récords de audiencia. La segunda temporada y la última se estrenó el 23 de abril de 2008.
La serie fue nominada a los Premios Emmy y recibió galardones como Mejor Ficción Infantil en los Premios Martín Fierro. Su papel en el programa le dio el reconocimiento público.
En 2008, fue convocada por la productora argentina Cris Morena para formar parte de la serie web, Atrapados, protagonizada por Benjamín Rojas y Felipe Colombo. A finales de ese año participó en la telenovela Casi ángeles, desempeñando el papel de Juliette.
En 2009, fue convocada por la productora Dori Media Group como la villana principal de la serie de televisión Champs 12, interpretando a Alexia Del Moro.

### 2009-presente: Nuevos proyectos
En 2010, participó en la serie Alguien que me quiera, interpretando el personaje de Lola Rivera. Por su personaje en la serie fue nominada en los Premios Martín Fierro, como Revelación del año. Ese mismo año, protagonizó el videoclip Please me de Poncho y participó del videoclip 12:30 de Emmanuel Horvilleur.
En 2011, interpretó el personaje de Érica Martínez de Linares en la telenovela de Telefe El elegido, ganadora de 6 premios en los Martín Fierro.
En 2012, fue elegida como protagonista de la telenovela Dulce amor, producida por Quique Estevanez y transmitida por Telefe. Ese mismo año, debutó en el cine y viajó a España para rodar la película Tesis sobre un homicidio, con Ricardo Darín, Arturo Puig y Alberto Ammann.
En 2014, protagonizó la telenovela de Canal 13, Mis amigos de siempre, compartiendo créditos con Nicolás Cabré, Agustina Cherri, Gonzalo Heredia, Emilia Attias y Nicolás Vázquez. Por su interpretación fue nominada como Mejor actriz de ficción diaria en los Premios Martín Fierro.
En 2015 protagonizó el videoclip Todo está aquí, de Julieta Venegas.
Actuó en Fanny la fan, en 2017, y en 2018 debutó en teatro como protagonista de Derechas, obra dirigida por José María Muscari. Además participó en la serie Sandro de América. 
En 2019 protagonizó Campanas en la noche, telenovela emitida por Telefe. En cine protagonizó junto a Pablo Rago, El sonido de los tulipanes.

## Como modelo
En sus comienzos fue la cara de 47 street y Sweet Victorian. En 2009 Toms eligió a Rivero como embajadora para América Latina. Desde ese mismo año es también embajadora de Nike en Argentina.
En 2011 diseñó junto a su hermana una colección especial de invierno para la marca Complot.
En 2012 se convirtió en la cara de la colección de verano de Ay Not Dead. Al año siguiente la misma marca la eligió para protagonizar la colección de invierno. Fue elegida también embajadora en Argentina de Agatha Ruiz de la Prada.
En 2013 participó del World 212-vip tour de Carolina Herrera, visitando Río de Janeiro, Moscú y Dubái.
En 2014 protagonizó la campaña de invierno de Nous y la de verano de Etiqueta Negra junto al futbolista Pocho Lavezzi. Etiqueta Negra eligió nuevamente a la actriz para la temporada de invierno de 2015. Ese mismo año protagonizó la campaña de verano de la marca japonesa Fig & Viper.
En 2016 fue convocada por Stella McCartney a protagonizar el One City One Girl París, y recientemente Guerlain la ha convocado para formar parte del club Les 68. Ese mismo año corrió su primera maratón en la ciudad de Nueva York y resultó elegida por Benetton como embajadora de su perfume We Are Colors. También participó de la campaña de verano de Etiqueta Negra junto al polista Pablo Pieres. El 30 de junio de 2016 fue elegida para llevar la antorcha olímpica que dio inicio a los Juegos Olímpicos 2016 en Río de Janeiro.
En enero de 2017 protagonizó la campaña de Nike Global junto a reconocidas atletas y las modelos Naomi Shimada y Paloma Elsesser, y desfilo para Chanel, en París.
Ha sido tapa de revistas como Bazaar Argentina, Cosmopolitan, OhLalá, Para Ti y Hola. Asimismo ha sido destacada en notas editoriales de la revista española Glamour, Vogue Girl Japón, Vogue de España, México y Estados Unidos, y la revista Nylon.
Desde octubre de 2016 es representada en Estados Unidos por la agencia The Society Management, que representa a figuras como Kendall Jenner y Adriana Lima.

## Como DJ
Calu Rivero ha manifestado que la música ocupa un lugar significativo en su vida. Por su rol de Dj ocasional —como se autodefine— Rivero es convocada por diferentes clubes o eventos de Argentina y la región para hacer bailar con sus mashups. En 2014, junto con Alonso Morning, formaron un grupo llamado The Changuitos, con el cual realizaron presentaciones en Europa y que cuenta con un disco llamado Un charco gigante.

## Activismo ecológico y social
En 2008 fue declarada ciudadana ilustre de Recreo, por ser la primera actriz catamarqueña en llegar a la pantalla nacional de Argentina.
Calu fue transitando un camino de autoconocimiento y conciencia por el medio ambiente que la llevó primero a definirse como vegetariana y luego a adoptar el veganismo. Su creciente interés, defensa pública y activismo en redes en contra del maltrato animal la llevó a ser la imagen de una marca de ropa libre de crueldad. Participa continuamente de campañas contra el maltrato animal como las de Greenpeace donde luchó por la causa de salvar ballenas. Recientemente, la revista estadounidense Nylon la ha definido como una devota vegana y activista ambiental.
En mayo de 2016, en el marco del Festival de cine de Cannes, fue invitada por Livia y Colin Firth para participar de la Green Carpet organizada por Eco Age, organización que busca introducir el concepto de sostenibilidad en la moda y la importancia del compromiso con los derechos humanos desde el inicio de la cadena. Ese mismo año el Comité Olímpico Internacional, dado su poder de influencia a través de redes sociales sobre el sector más joven de la población, su perfil internacional, y su reconocido perfil como defensora de toda forma de vida, y de la lucha por la igualdad social, la congratula haciéndola portadora de la antorcha olímpica.
El 8 de marzo de 2018, Calu participó de la masiva marcha que se llevó a cabo en Buenos Aires, frente al Congreso de la Nación, para manifestarse contra la violencia de género, a favor del aborto legal y la igualdad salarial entre hombres y mujeres. Calu marchó con un cartel en sus manos con el mensaje: “No es no”, en referencia a la denuncia por acoso que inició contra el actor Juan Darthés. El 11 de noviembre de 2017, durante una entrevista con la periodista de espectáculos Catalina Dlugi, Calu confesó haber sufrido acoso por parte de Darthés durante la grabación de Dulce amor. Calu Rivero se retractó en redes sociales: 

«Ya hace varios días dije que con Juan Darthes no pasó nada. No hubo acoso sexual. No quiero hablar más del tema».
Calu Rivero, 2013.

En el año 2019 la modelo subió un video en el que se la ve regando una planta con la sangre de su copa menstrual, una práctica totalmente innovadora (y algo impactante para público impresionable) pero que tiene un fuerte asidero científico: la sangre menstrual contiene nitrógeno, fósforo y potasio, tres de los macronutrientes primarios de las plantas. La publicación de Calu, apelaba a esa característica y a la posibilidad de desarrollar un fertilizante sustentable.
"Esto significa para mí tener un estilo de vida sustentable: usar mi sangre menstrual como fertilizante para la tierra de mis plantas. La copa menstrual genera cero residuos", escribió.
Y más abajo agregó: "Mi sangre menstrual es alimento para mis plantas. Una armoniosa integración de nuestra naturaleza, proporcionando alimentos y energía de manera sostenible".

## Filmografía

### Cine
| Año  | Película                   | Personaje             |
| ---- | -------------------------- | --------------------- |
| 2013 | Tesis sobre un homicidio   | María Laura Di Natale |
| 2019 | El sonido de los tulipanes | Carolina              |

### Televisión
| Año         | Ficción               | Personaje                 |
| ----------- | --------------------- | ------------------------- |
| 2007        | Son de fierro         | Alumna                    |
| 2007        | Lalola                | Modelo                    |
| 2007        | Patito feo            | Emma Taylor               |
| 2008        | Casi ángeles          | Juliette                  |
| 2009        | Champs 12             | Alexia Del Moro           |
| 2010        | Alguien que me quiera | Lola Rivera               |
| 2011        | El elegido            | Érica Martínez de Linares |
| 2011        | Atrapados             | Calu                      |
| 2012 - 2013 | Dulce amor            | Natacha Bandi Ferri       |
| 2013 - 2014 | Mis amigos de siempre | Tania Delgado de Alarcón  |
| 2017        | Fanny la fan          | Natalia Salas             |
| 2018        | Sandro de América     | Silvina Martínez          |
| 2019        | Campanas en la noche  | Luciana Cervantes         |

| Año  | Programa         | Rol                 |
| ---- | ---------------- | ------------------- |
| 2005 | Usted            | Conductora          |
| 2010 | Los 10 + pedidos | Conductora invitada |

### Teatro
| Año  | Obra     |
| ---- | -------- |
| 2018 | Derechas |

### Videos musicales
| Año  | Video musical    | Artista             |
| ---- | ---------------- | ------------------- |
| 2010 | «12:30»          | Emmanuel Horvilleur |
| 2011 | «Please me»      | Poncho              |
| 2016 | «Todo está aquí» | Julieta Venegas     |

## Premios y nominaciones
| Año  | Premio        | Categoría                                         | Programa              | Resultado |
| ---- | ------------- | ------------------------------------------------- | --------------------- | --------- |
| 2010 | Martín Fierro | Revelación                                        | Alguien que me quiera | Nominada  |
| 2012 | E! Awards     | Celebrity argentina del año                       | Ella misma            | Nominada  |
| 2014 | Martín Fierro | Actriz protagonista de ficción diaria/telecomedia | Mis amigos de siempre | Nominada  |